# Johannes Mohn (Verleger, 1856)

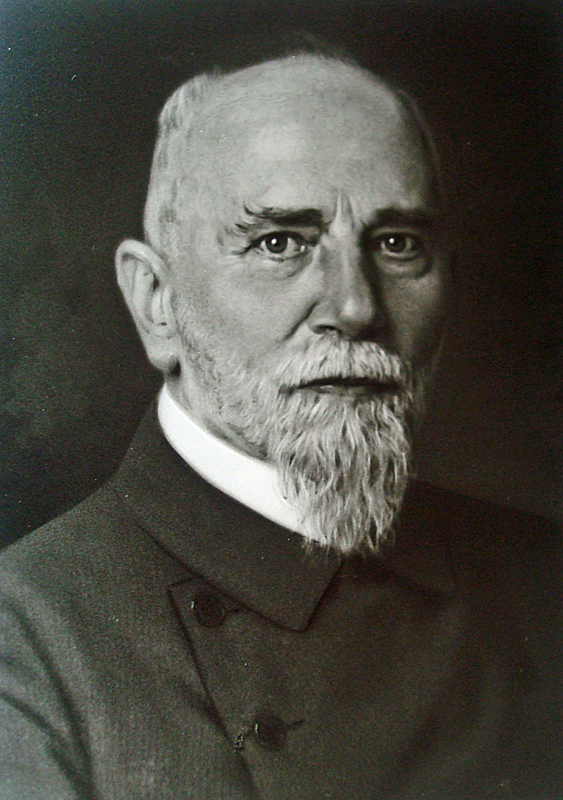
Johannes Mohn

Johannes Mohn (* 16. Juni 1856 in Niederwambach, Westerwald; † 2. November 1930 in Gütersloh) war ein deutscher Verleger.

## Leben
Bis 1872 besuchte der Pastorensohn Mohn das Gymnasium Neuwied, danach wechselte er zum Evangelisch Stiftischen Gymnasium Gütersloh, wo er 1874 das Abitur bestand. Seinen ursprünglichen Berufswunsch Pastor konnte er nicht verwirklichen, da er aufgrund eines Asthmaleidens keine kraftvolle Stimme hatte. Er absolvierte daher von 1874 bis 1876 eine Buchhändlerlehre im C. Bertelsmann Verlag. Nach seiner Lehre arbeitete er in verschiedenen Buchhandlungen in Berlin, München und Basel.
Johannes Mohn heiratete im Jahr 1881 Friederike Bertelsmann (1859–1946), Tochter von Heinrich und Enkelin von Carl Bertelsmann, dem Gründer des Gütersloher Druck- und Verlagshauses Bertelsmann. Im selben Jahr wurde er Prokurist im Familienunternehmen. Da die Brüder Friederikes früh starben, übertrug Heinrich Bertelsmann 1887 die Geschäftsleitung an seinen Schwiegersohn. Johannes Mohn führte die Geschäfte des Verlags bis 1921 und repräsentiert damit die dritte Generation der Familie Bertelsmann. Unter seiner Führung stieg die Mitarbeiterzahl auf 85. Unter dem Druck der Erlebnisse des Ersten Weltkriegs übergab er die Geschäftsführung an seinen Sohn Heinrich Mohn.
Mohn nahm zahlreiche Ämter und Mitgliedschaften wahr. So war er unter anderem Kurator des Evangelisch Stiftischen Gymnasiums und von 1891 bis 1919 mit Unterbrechungen Stadtverordneter. Er war zeit seines Lebens ein religiöser Mensch. Er war Presbyter und Kirchmeister sowie Vorstandsmitglied der Rheinischen Missionsgesellschaft, der Westfälischen Missionskonferenz, der deutsch-evangelischen Missionshilfe und der Lutherischen Konferenz von Minden-Ravensberg. 1911 wurde Johannes Mohn für seine Verdienste um die Kirchengemeinde mit dem preußischen Roten Adlerorden 4. Klasse ausgezeichnet.
Zur wirtschaftlichen Erschließung Deutsch-Ostafrikas gründete er 1907 die Westfälische Pflanzungsgesellschaft mbH. Für diese fungierte er als Geschäftsführer einer Kaffee-Plantage in Philippshof bei Wilhelmstal in den Usambara-Bergen. Johannes Mohn war zudem Vorstandsmitglied der Vereinigung Evangelischer Buchhändler und des 1886  gegründeten Vereins von Verlegern christlicher Literatur. Im Jahr 1927 ließ er eine private Parkanlage in Gütersloh anlegen, die heute als Erholungsgebiet Mohns Park bekannt ist.